# Еманіно
Ема́ніно (рос. Эманино, башк. Эманин) — присілок у складі Благовіщенського району Башкортостану, Росія. Входить до складу Бедеєво-Полянської сільської ради.
Населення — 79 осіб (2010; 98 в 2002).
Національний склад:
- росіяни — 56 %
- башкири — 30 %